# Stävresjön
Stävresjön är en sjö i Sala kommun i Västmanland och ingår i Norrströms huvudavrinningsområde. Sjön har en area på 0,932 kvadratkilometer och ligger 61 meter över havet. Sjön avvattnas av vattendraget Gussjöbäck.

## Delavrinningsområde
Stävresjön ingår i det delavrinningsområde (664261-153380) som SMHI kallar för Utloppet av Gussjön. Medelhöjden är 69 meter över havet och ytan är 23,9 kvadratkilometer. Det finns inga avrinningsområden uppströms utan avrinningsområdet är högsta punkten. Gussjöbäck som avvattnar avrinningsområdet har biflödesordning 3, vilket innebär att vattnet flödar genom totalt 3 vattendrag innan det når havet efter 166 kilometer. Avrinningsområdet består mestadels av skog (41 procent) och jordbruk (42 procent). Avrinningsområdet har 1,55 kvadratkilometer vattenytor vilket ger det en sjöprocent på 6,3 procent. Bebyggelsen i området täcker en yta av 0,16 kvadratkilometer eller 1 procent av avrinningsområdet.